# Rōei
Rōei (japanisch 朗詠, „mit lauter Stimme freudvoll singen“) bezeichnet eine mittelalterliche Form des japanischen Gesangs oder Rezitierens von Gedichten. Vornehmlich die Gedichtformen Kanshi wurden in der Heian-Zeit (794–1185) nach verschiedenen Melodien bei Festen und von einem Chor begleitet gesungen. Später wurden auch Waka auf diese Weise gesungen.
Die instrumentale Begleitung änderte sich seit der Heian-Zeit mehrfach. Alle im höfischen Musikstil Gagaku üblichen Blas- und Saiteninstrumente wurden in unterschiedlichen Kombinationen eingesetzt. Hierzu gehörten die Bambusflöte fue, das Doppelrohrblattinstrument hichiriki, die Mundorgel shō, die Wölbbrettzithern koto und wagon sowie in früher Zeit die Kurzhalslaute biwa.

## Sammlungen
- Die erste Sammlung von Rōei ist der Wakan-rōeishū (和漢朗詠集) von Fujiwara no Kintō (966–1041). Er beinhaltet chinesische und japanische Kanshi (insgesamt 588) und 216 Waka; die Sammlung war ein Hochzeitsgeschenk an seine Tochter Fujiwara no Ishi (藤原 威子). Der Originaltext der japanischen Nationalhymne Kimi Ga Yo geht auf den Abschnitt Iwai (祝) des letzten Teils der Anthologie zurück.
- Der Shinsen-rōeishū (新撰朗詠集) von Fujiwara Mototoshi, kompiliert etwa zur Zeit des Toba (Tennō), umfasst 540 Kanshi und 203 Waka.